# Старое (Торжокский район)
Старое — деревня в Торжокском районе Тверской области. Входит в состав Богатьковского сельского поселения.
Расположена в лесистой местности, на левом берегу Рачайны в 26 км к юго-западу от Торжка и в 70 км к западу от Твери.
Ранее процветавшая, в настоящее время полузаброшенная деревня с восемью дворами. Дорог с твёрдым покрытием нет.

## История
На середину XIX века относилась к Страшевицкой волости Старицкого уезда.

## Население
| 2010 |
| ---- |
| 1    |

По состоянию на 2008 год постоянных жителей — 3.